# Beyrichiidae
De Beyrichiidae zijn een familie van uitgestorven kreeftachtigen uit de klasse van de Ostracoda (mosselkreeftjes).

## Geslachten
- Ahlibeyrichia Schallreuter & Schaefer, 1988 †
- Aparchitellina Polenova, 1955 †
- Apatobolbina Ulrich & Bassler, 1923 †
- Beyrichia M'Coy, 1846 †
- Beyrichiana Kellett, 1933 †
- Bilobeyrichia Baldis & Rossi de Garcia, 1975 †
- Bolbibollia Ulrich & Bassler, 1923 †
- Bolbiprimitia Kay, 1940 †
- Bungonibeyrichia Copeland, 1981 †
- Calcaribeyrichia Martinsson, 1962 †
- Carinabeyrichia Wang (S.), 1983 †
- Craspedobolbina Kummerow, 1924 †
- Dibolbina Ulrich & Bassler, 1923 †
- Echinobeyrichia Copeland, 1989 †
- Eobeyrichia Henningsmoen, 1955 †
- Eocarinabeyrichia Wang (S.), 1983 †
- Gannibeyrichia Martinsson, 1962 †
- Gibba Fuchs, 1919 †
- Innuitbeyrichia Copeland, 1980 †
- Nanopsis Henningsmoen, 1954 †
- Navibeyrichia Martinsson, 1962 †
- Neobeyrichia Henningsmoen, 1955 †
- Nodibeyrichia Henningsmoen, 1955 †
- Plicibeyrichia Martinsson, 1962 †
- Pseudobeyrichia Swartz & Whitmore, 1956 †
- Rhytiobeyrichia Jones (P. J.), 1987 †
- Spinibeyrichia Zenkova, 1970 †
- Tuberobeyrichia Zhang (K.), 1982 †
- Unnabeyrichia Schallreuter, 1995 †
- Velibeyrichia Henningsmoen, 1955 †
- Webeyrichia Schallreuter & Schaefer, 1988 †
- Yukonibeyrichia Berdan & Copeland, 1973 †